# Усадьба В. Е. Кожевникова
Усадьба В. Е. Кожевникова — архитектурный ансамбль в историческом центре Нижнего Новгорода. Предположительно, автор проектов зданий — городовой архитектор В. М. Лемке. 
Памятник является неотъемлемым элементом исторической застройки улицы Черниговской — правобережной набережной реки Оки. Представляет собой редкий для Нижнего Новгорода образец городской усадьбы в кирпичном стиле с богатым, выразительным декором фасадов.  
В комплекс бывшей усадьбы входят два сохранившихся строения: главный дом и флигель.

## История
Земельный участок, где в будущем был построен усадебный комплекс, расположен в средней части улицы Черниговской (бывшей Благовещенской набережной реки Оки). Судя по оценочной ведомости 1874 года, усадьба принадлежала нижегородскому мещанину Василию Евгеньевичу Ножевникову (Кожевникову). В тот период на участке располагались деревянный двухэтажный дом и деревянный одноэтажный флигель, находившие в ветхом состоянии. В связи с этим В. Е. Ножевников (Кожевников) решил выстроить новые двухэтажные каменный дом и флигель. Проекты были утверждены городовым архитектором В. М. Лемке, он же осуществлял надзор за строительством.
Проект нового каменного главного дома на месте старого деревянного был составлен в 1883 году. Проектируемое здание было вытянуто вдоль красной линии и примыкало к кирпичному брандмауэру, ограничивавшему участок с северной стороны. В 1888 году был составлен проект перестройки каменной лавки. По проекту она выходила на красную линию улицы новым одноэтажным объёмом, который примыкал к существующему двухэтажному. С тыльной стороны были пристроены Г-образные в плане двухэтажные каменные службы, поставленные вглубь участка. На первом этаже располагались конюшни и каретники, во втором — жилые помещения.
В 1889 году был выполнен новый проект, по котрому лавка надстраивалась вторым этажом и объединялась со службами в один вытянутый объём двухэтажного флигеля. Надзор за строительством вёл В. М. Лемке. Предположительно, он же являлся автором проектов всех зданий усадьбы, что подтверждает сходство их архитектурного решения и расположенной рядом макаронной фабрики М. Е. Башкирова, также построенной под надзором В. М. Лемке. 
В середине XX века главный дом усадьбы был приспособлен под квартиры, существующие до настоящего времени. Флигель долгое время был заброшен, с середины 1980-х годов его занимала религиозная организация «Международное общество сознания Кришны».                                              

## Архитектура
Представляет собой редкий для Нижнего Новгорода образец городской усадьбы в кирпичном стиле с богатым, выразительным декором фасадов. Главный дом представляет собой прямоугольное в плане кирпичное здание со скатной крышей. Главный фасад в пять осей света имеет симметричную композицию, фланкирован слабо выступающими ризалитами, завершёнными высокими ступенчатыми аттиками. В оформлении применены приёмы эклектики с использованием элементов романского стиля и модерна: фигурные ниши, зубчатые фризы, стилизованные машикули, рустованные лопатки. Оконные проёмы имеют арочное завершение. 
Флигель кирпичный двухэтажный, прямоугольный в плане, со скатной крышей. Оформлен аналогично главному дому. Выходит торцом на улицу Черниговскую.                                                               

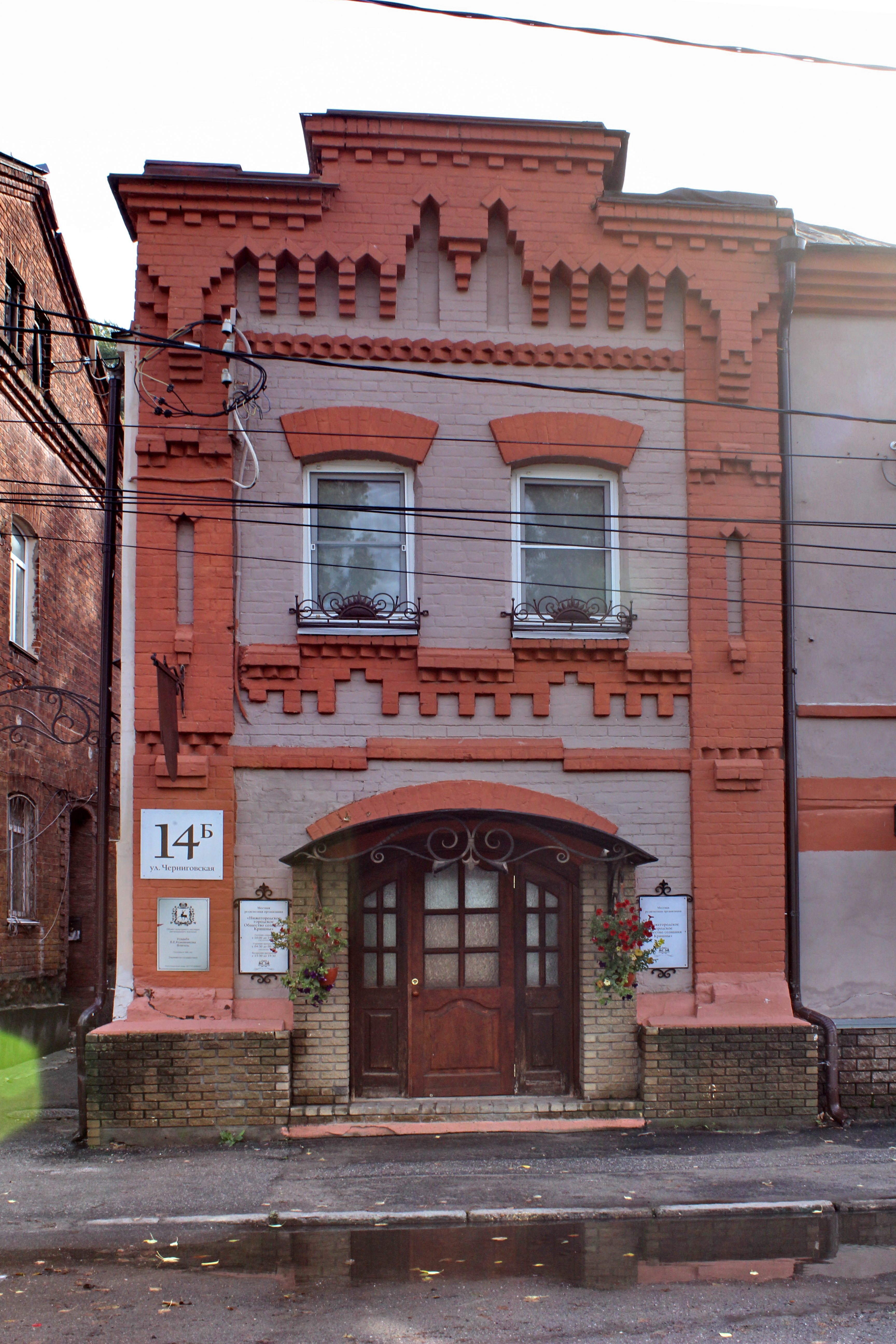
Флигель.
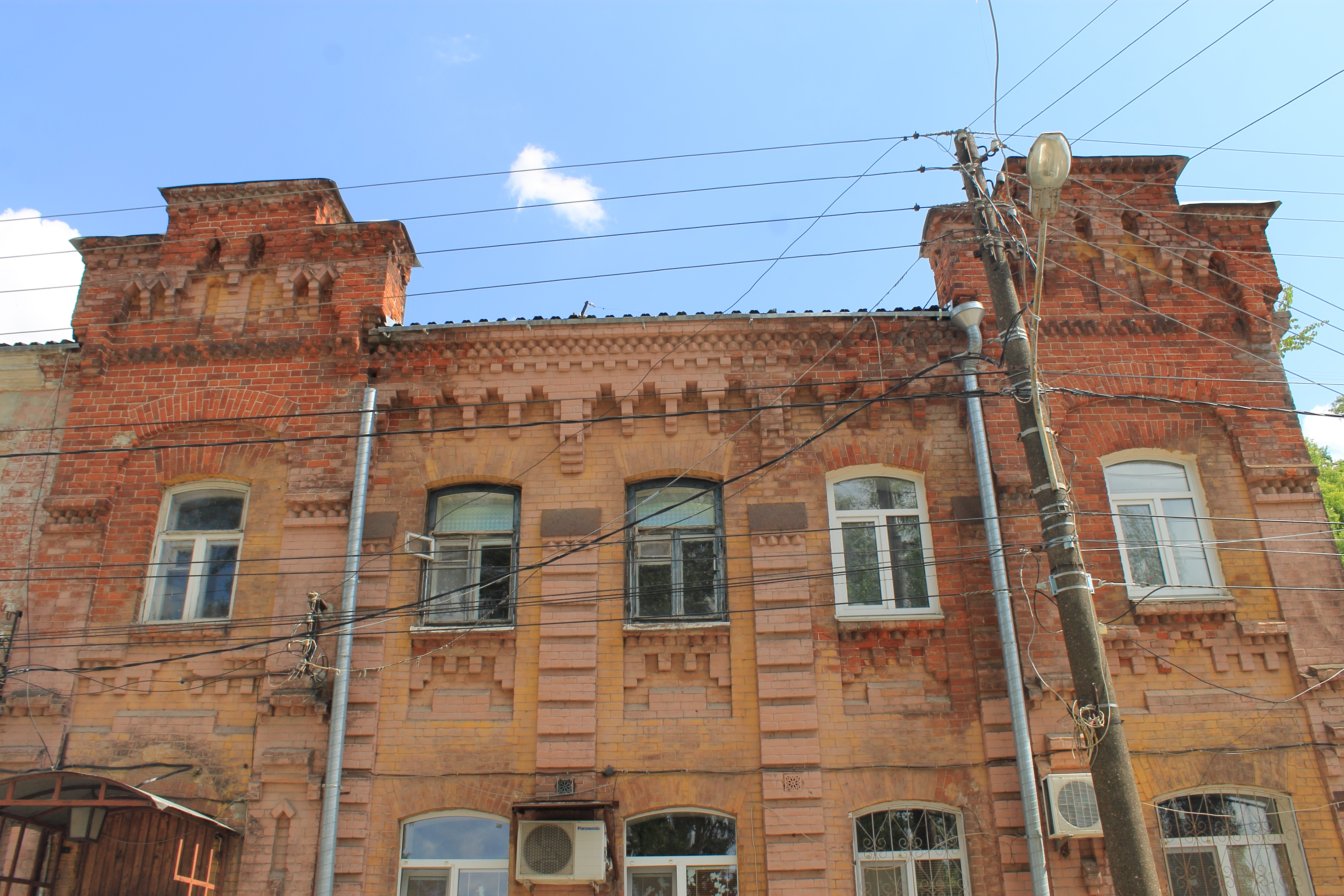
Главный дом.
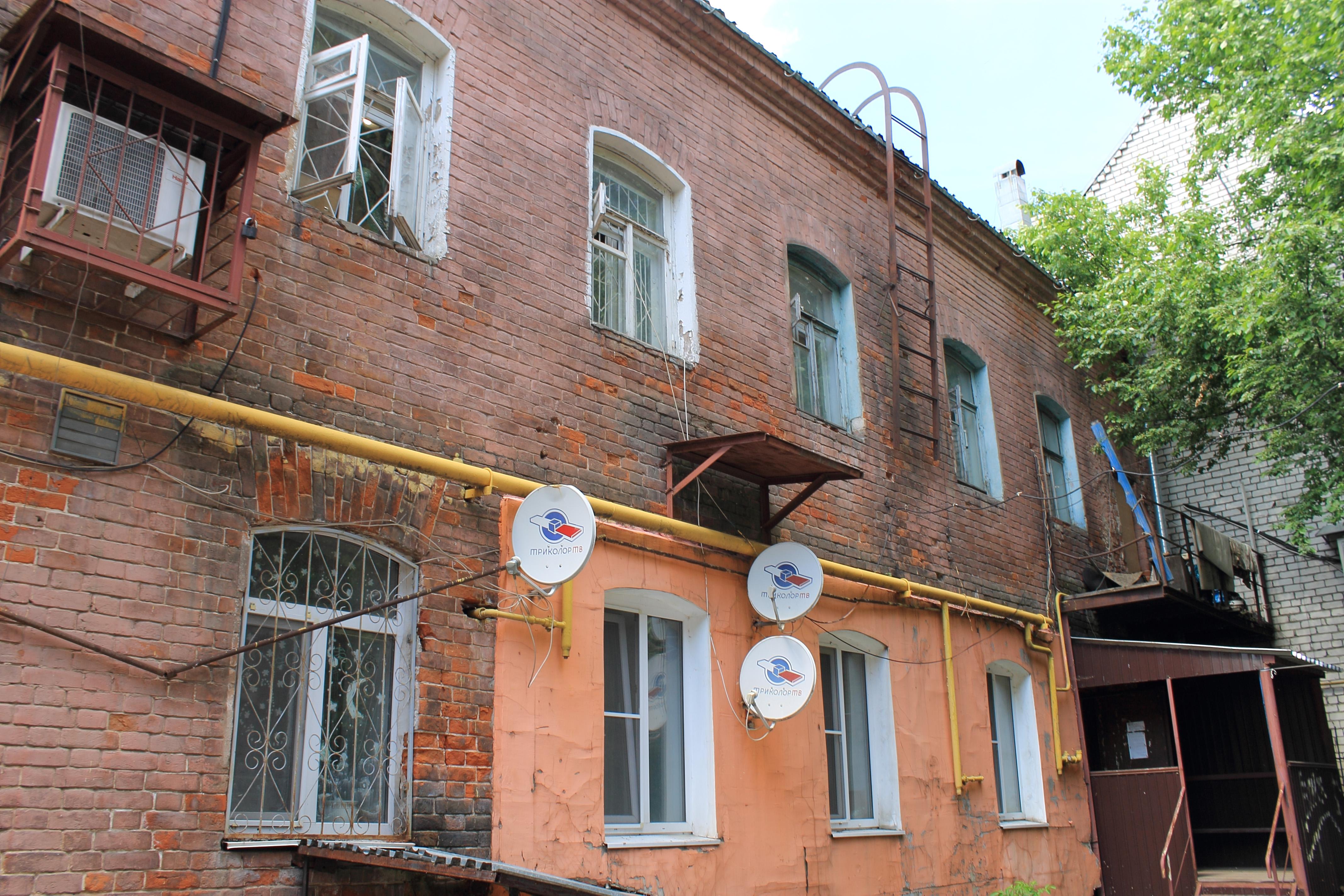
Дворовые фасады.